# Horta Nord
Horta Nord Spanyolországban, Valencia Valencia tartományában található comarca. Horta Nord Camp de Morvedre, Camp de Túria, Horta Oest, Comarca de València és Horta Sud comarcákkal határos. Lakosainak száma 317 578 fő (2024).

## Önkormányzatai
- Albalat dels Sorells
- Alboraya
- Albuixech
- Alfara del Patriarca
- Almàssera
- Bonrepòs i Mirambell
- Burjassot
- Emperador
- Foios
- Godella
- Massalfassar
- Massamagrell
- Meliana
- Moncada
- Museros
- La Pobla de Farnals
- Puçol
- El Puig
- Rafelbunyol
- Rocafort
- Tavernes Blanques
- Vinalesa
- Paterna